# Rumen
Rumen (in cirillico: Румен) è un nome proprio di persona bulgaro e macedone maschile

## Varianti
- Femminili
  - Bulgaro: Румена (Rumena)[1], Румяна (Rumjana)[1]
  - Macedone: Румена (Rumena)[1]

## Origine e diffusione
Riprende il termine slavo румен (rumen) che significa "rosso [in volto]", "dalle guance rosse".

## Onomastico
Il nome è adespota, non essendo portato da alcun santo, quindi l'onomastico ricade il 1º novembre, giorno di Ognissanti.

## Persone

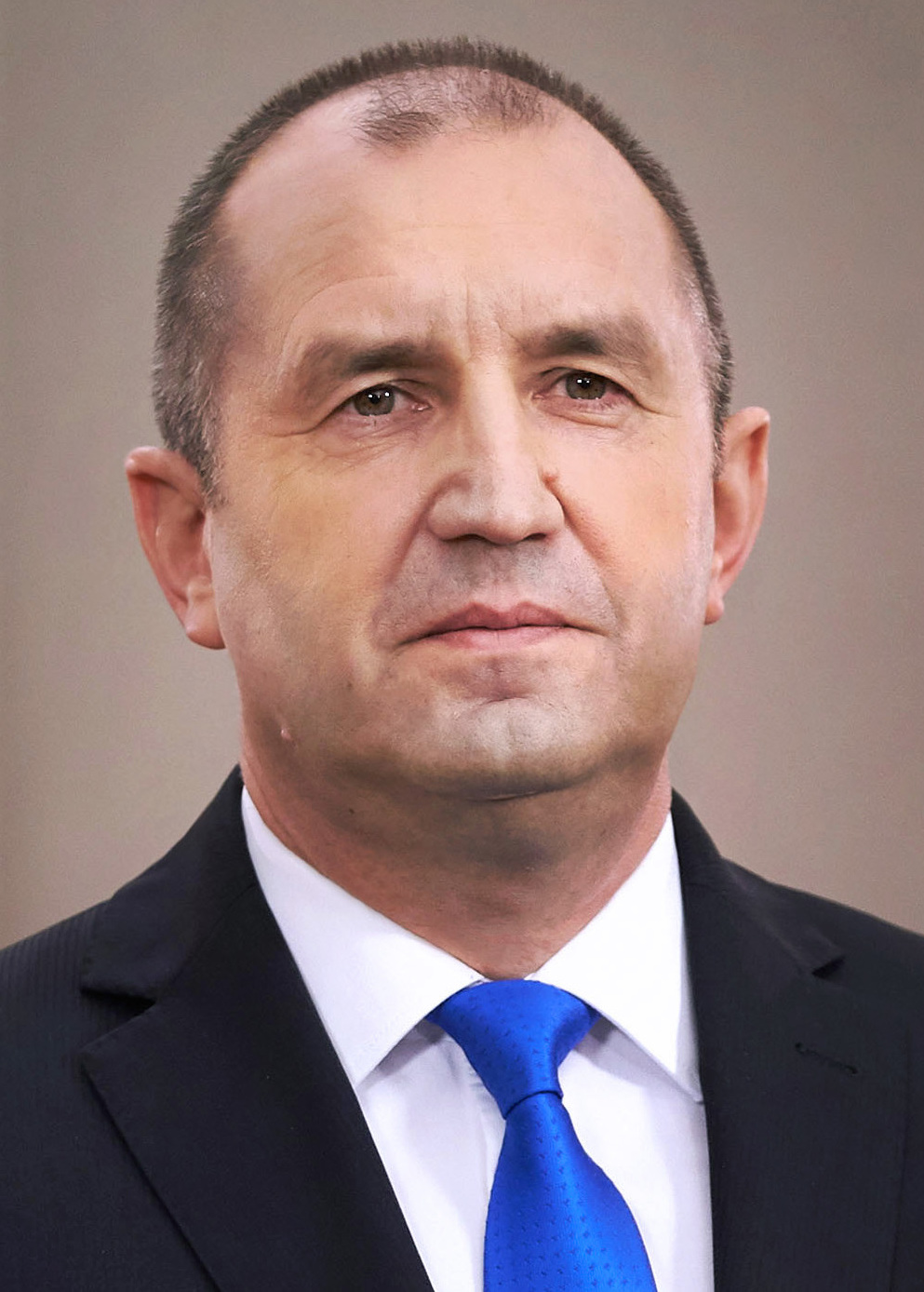
Rumen Radev

- Rumen Pejčev, cestista e allenatore di pallacanestro bulgaro
- Rumen Radev, generale e politico bulgaro

### Variante femminile Rumjana
- Rumjana Nejkova, canottiera bulgara
- Rumjana Želeva, politica bulgara